# البيضاوي (عزبة)
البيضاوي، عزبة تابعة لقرية سنهور المدينة، التابعة لمركز دسوق، التابع لمحافظة كفر الشيخ في جمهورية مصر العربية.